# Krîlovka, Sakî
Krîlovka (în ucraineană Криловка) este un sat în comuna Ștormove din raionul Sakî, Republica Autonomă Crimeea, Ucraina.

## Demografie
Componența lingvistică a localității Krîlovka
     Rusă (100%)
Conform recensământului din 2001, toată populația localității Krîlovka era vorbitoare de rusă (100%).